# Incident Vela

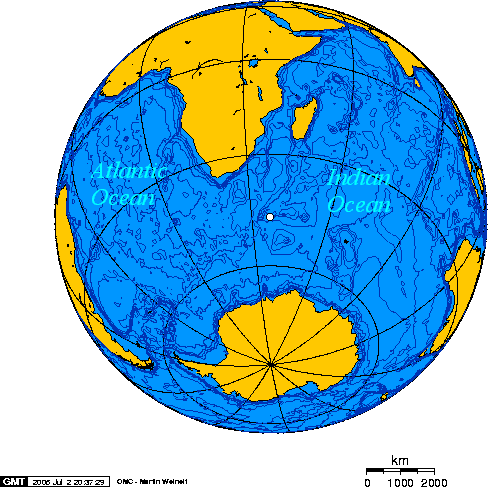
Ostrov prince Edwarda - oblast zaznamenaného záblesku

Incident Vela (též Velský incident) je pojmenování události, při které dne 22. září 1979 americká výstražná družice Vela 5B detekovala dva krátké intenzivní záblesky v jižním Indickém oceánu mezi Bouvetovým ostrovem a ostrovem prince Edwarda. O původu záblesků se vedou spory. Mezi odborníky převažuje názor, že se jednalo o zkušební jaderný výbuch, který byl součástí jaderného programu Jihoafrické republiky (probíhajícího ve spolupráci s Izraelem).

## Historie
Jihoafrická republika byla v 70. letech v mezinárodní izolaci kvůli své politice apartheidu. Zároveň ji mocensky ohrožoval Sovětský svaz, který získával velký vliv v sousedních afrických zemích (mimo jiné podporoval různá „osvobozenecká hnutí“). V této geopolitické situaci se představitelé země rozhodli zahájit utajený vývoj jaderných zbraní, čímž chtěli změnit stávající politické rozložení sil (JAR získal celkem sedm jaderných hlavic, kterých se vzdal po pádu apartheidu). Na programu země v tajnosti spolupracovala s Izraelem, který také usiloval o získání jaderných zbraní.
Dne 22. září 1979 zaznamenala družice Vela 5B záblesk jaderného výbuchu v jižním Indickém oceánu. Odhadovaná síla výbuchu byla 3 kilotuny. Událost mobilizovala administrativu prezidenta Jimmyho Cartera, která předpokládala, že šlo o jadernou zkoušku provedenou SSSR, JAR, nebo Izralem, nejspíše však ve spolupráci posledních dvou. Americké letectvo do oblasti vyslalo výzkumné letouny WC-135, aby se pokusily zachytit radioaktivní spad v atmosféře. Nic však neobjevily. Naopak analýza hydroakustických signálů zachycených výstražným systémem SOSUS naznačovala existenci slabého jaderného výbuchu. Americká administrativa se obávala reakce veřejnosti a později prohlásila, že se jednalo pouze o poruchu senzorů satelitu.
Roku 2016 americký National Security Archive zveřejnil kolekci dokumentů a související analýzu historiků Williama Burra a Avnera Cohena, naznačujících, že americká CIA měla důkazy, že incident Vela byl jihoafricko-izraelskou jadernou zkouškou.